# Castelo de Rosenau

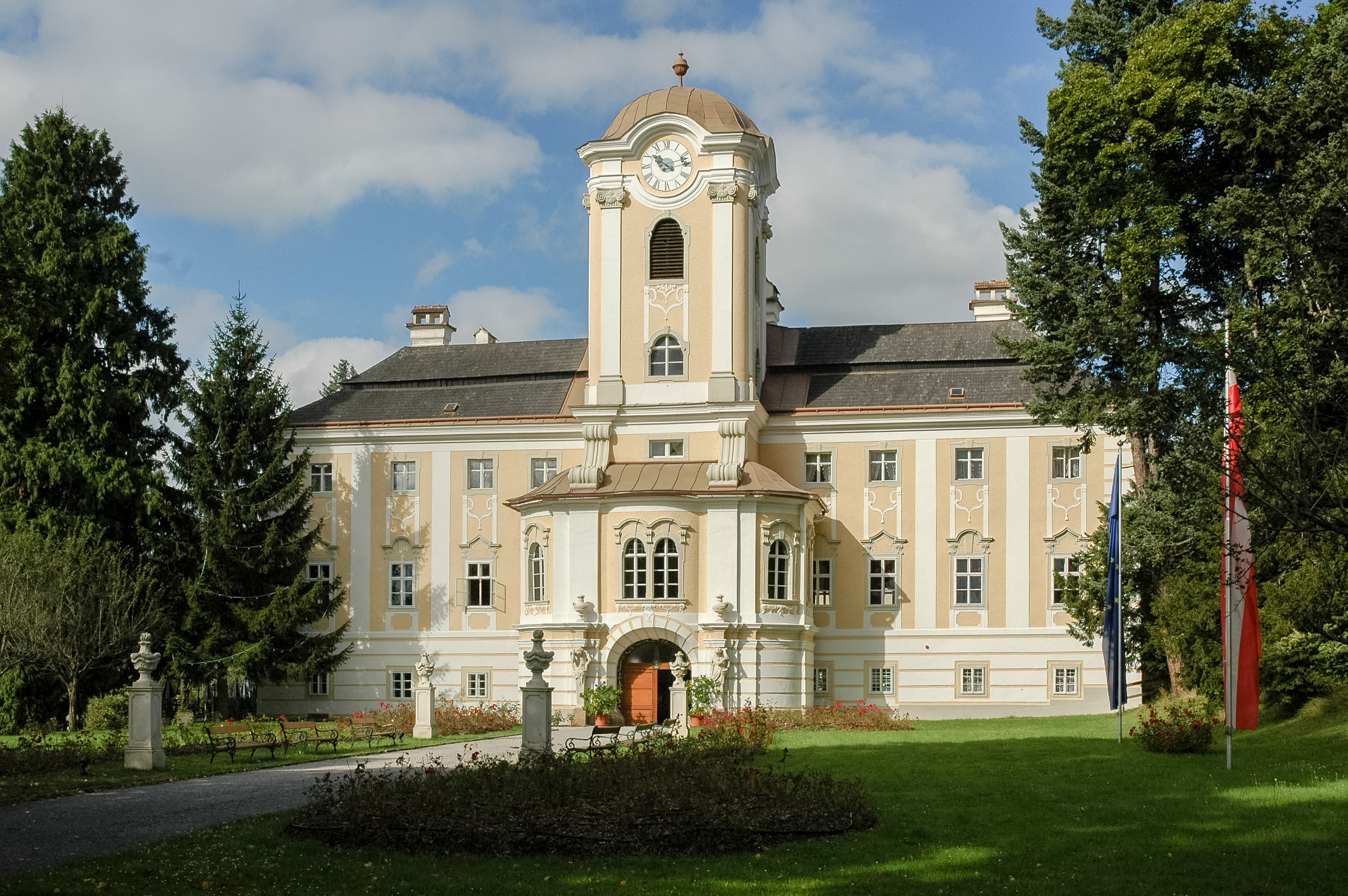
O Castelo de Rosenau

O Castelo de Rosenau está localizado a nove quilômetros a oeste da cidade de Zwettl, na província da Baixa Áustria.

## História
De arquitetura renascentista, Rosenau foi construído entre 1589 e 1593 e pertenceu a uma rica família mercantil que consolidou seu poder nos séculos XV e XVI.
Em 1721, Frederico II comprou o castelo, e sua família freqüentou-o de forma irregular como um retiro ou cabana de caça, até sua decadência. Em 1806, Ernesto I quis transformá-lo em uma confortável residência de verão e, por volta de 1810, comissionou para tal tarefa o arquiteto prussiano Karl Friedrich Schinkel (1781-1841), responsável por detalhes decorativos góticos e por mudanças nos jardins. A execução e o projeto atual, entretanto, couberam ao arquiteto Karl Alexander von Heideloff (1789-1865) e ao inspetor de construção Gottlieb Eberhard.
Foi no castelo que nasceu, em 1819, Alberto de Saxe-Coburgo-Gota, futuro príncipe consorte da rainha Vitória do Reino Unido. Ele e sua esposa visitariam Rosenau por muitos anos e tiveram bons momentos juntos nele, pelo menos até a morte de Alberto. Depois da morte de Ernesto II, que não deixou filhos, o castelo foi herdado por seu sobrinho, Alfredo, Duque de Edimburgo. Com a morte de Alfredo, em 1900, Rosenau passou a ser controlado pelo Estado e foi esquecido.
Em 1937, tornou-se o quartel para o Serviço de Mulheres Nacionais Socialistas. Durante a Segunda Guerra Mundial e durante a ocupação de tropas russas, ele foi afetado consideravelmente. Em condições desoladas, o castelo foi adquirido pela província federal da Baixa Áustria, que, depois de uma grande restauração, transformou-o em um museu.